# Sarah Alles
Sarah Alles (n. 17 septembrie 1986, Berlin, RDG) este o actriță germană.

## Date biografice
Paralel cu gimnaziul ea termină actoria în iulie 2006. Ea apăruse deja anterior în filme TV și piese de teatru. Sarah urmează și o școală de muzică și balet, ea deține centura neagră la karate, stilul Wadō-Ryū. A renunțat la sport în favoarea dramaturgiei. Sarah Alles vorbește cursiv pe lângă germană, engleza, franceză a învățat însă și latina și greaca veche.

## Filmografie
- 1999: Für alle Fälle Stefanie (serial)
- 2002: Tausche Firma gegen Haushalt (TV)
- 2002: Mama macht’s möglich (TV)
- 2002: Pia!
- 2005: Bis in die Spitzen (serial)
- 2005–2006: Tessa - Leben für die Liebe
- 2007: Die Stein (serial)
- 2007: Unter Druck (TV)
- 2007: Volles Haus
- 2008: Soko Wismar − Vier Frauen (serial)
- 2008: Immer Wirbel um Marie (TV)
- 2009: Ein Fall für Zwei − Teuflischer Schatten
- 2009: Der Landarzt − Unversöhnlich (serial)
- 2010: Countdown - Die Jagd beginnt (serial)
- 2011: In aller Freundschaft (serial): episodul 519 - Verantwortung
- 2011: Rote Rosen (TV)
- 2011: Stilles Tal